# Kowalowy (Jasło)
Kowalowy – część miasta Jasło, utworzona z południowej części sąsiedniej wsi Kowalowy. Leży na północ od centrum miasta, w okolicach ulicy 17 Stycznia.

## Historia
Dawniej wieś i gmina jednostkowa w powiecie jasielskim, za II RP w woј. krakowskim. W 1934 w nowo utworzonej zbiorowej gminie Jasło, gdzie utworzyła gromadę.
Podczas II wojny światowej w gminie Jaslo w powiecie Jaslo w dystrykcie krakowskim (Generalne Gubernatorstwo). Liczyły wtedy 1052 mieszkańców.
Po wojnie znów w gminie Jasło w powiecie jasielskim, w nowo utworzonym województwie rzeszowskim. Jesienią 1954 zniesiono gminy tworząc gromady. Kowalowy weszły w skład nowo utworzonej gromady Brzyszczki, gdzie przetrwały do końca 1972 roku, czyli do kolejnej reformy gminnej.
Część Kowalów włączono do Jasła już 1 kwietnia 1934. 1 stycznia 1973 do Jasła włączono ich południową część. Kolejną, ostatnią, część Kowalów (56 ha) włączono do Jasła 1 lutego 1977.